# Museu Cívic Arqueològic de Bolonya
El Museu Cívic Arqueològic de Bolonya, com el seu propi nom indica, alberga peces arqueològiques. Es troba al Palau Galvani, del quatre-cents, l'antic “Ospedale della Morte”, al costat de la Plaça Major de la ciutat.
És un dels museus més antics de Bolonya, doncs s'obrí al 1881 en el mateix lloc on es troba actualment.
El patrimoni arqueològic del museu abasta 200.000 peces: és el principal referent quant a nombre i qualitat de materials de la regió d'Emília-Romanya. No sols, però, conté peces autòctones, també en té d'altres que són referents mundials quant a arqueologia, com alguns fragments de la tomba d'Horemheb.
Les principals col·leccions del museu són:
- Col·lecció prehistòrica
- Col·lecció grega
- Escultures grecoromanes
- Col·lecció etruscoitàlica
- Col·lecció romana
- Peces de Bolonya
- Sales egípcies (una col·lecció de les més importants d'Europa)
- Col·lecció numismàtica

El museu també realitza exposicions temporals. El 2006-2007, per exemple, albergà una mostra del pintor italià Annibale Carracci, o a finals del 2007 una altra sobre Giovanni Battista Belzoni i les seues troballes de l'antic Egipte.

## Galeria

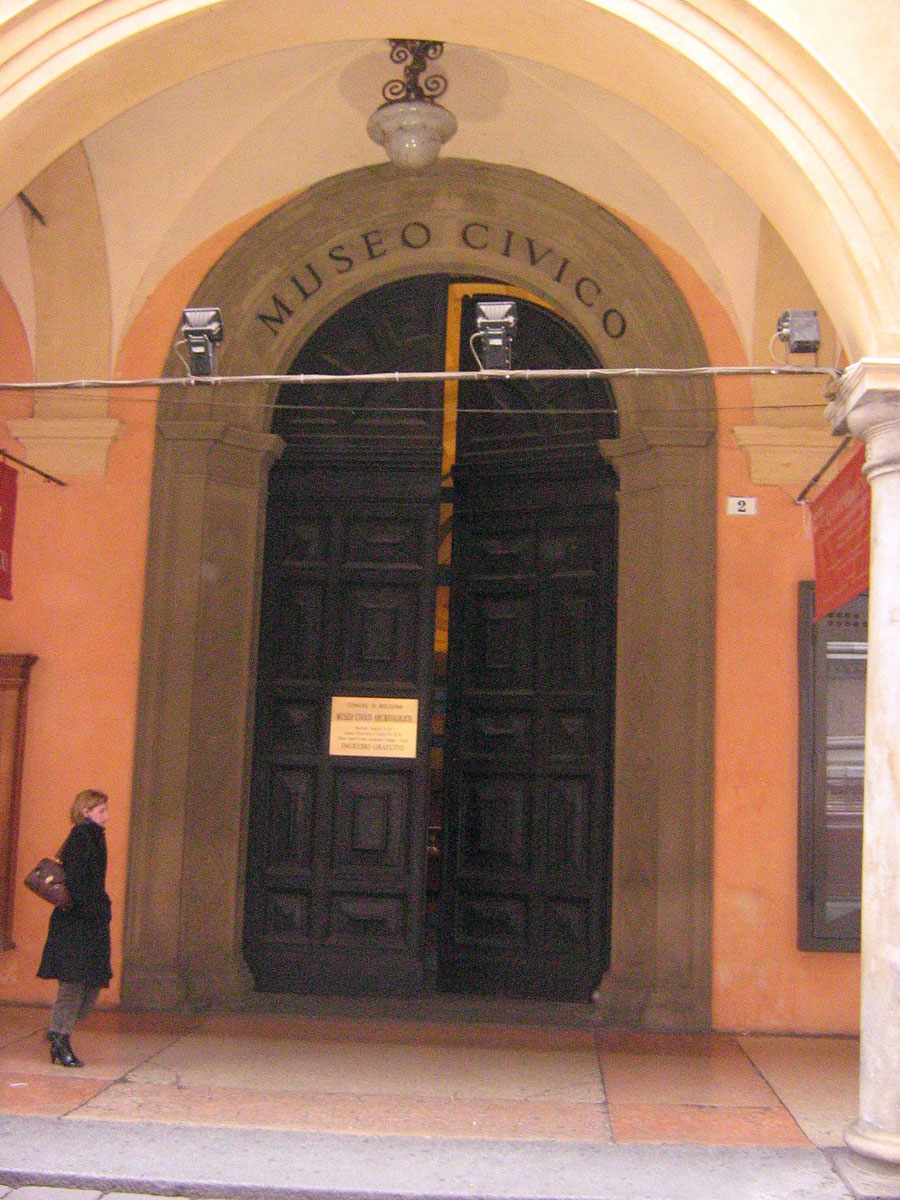
Accés al recinte
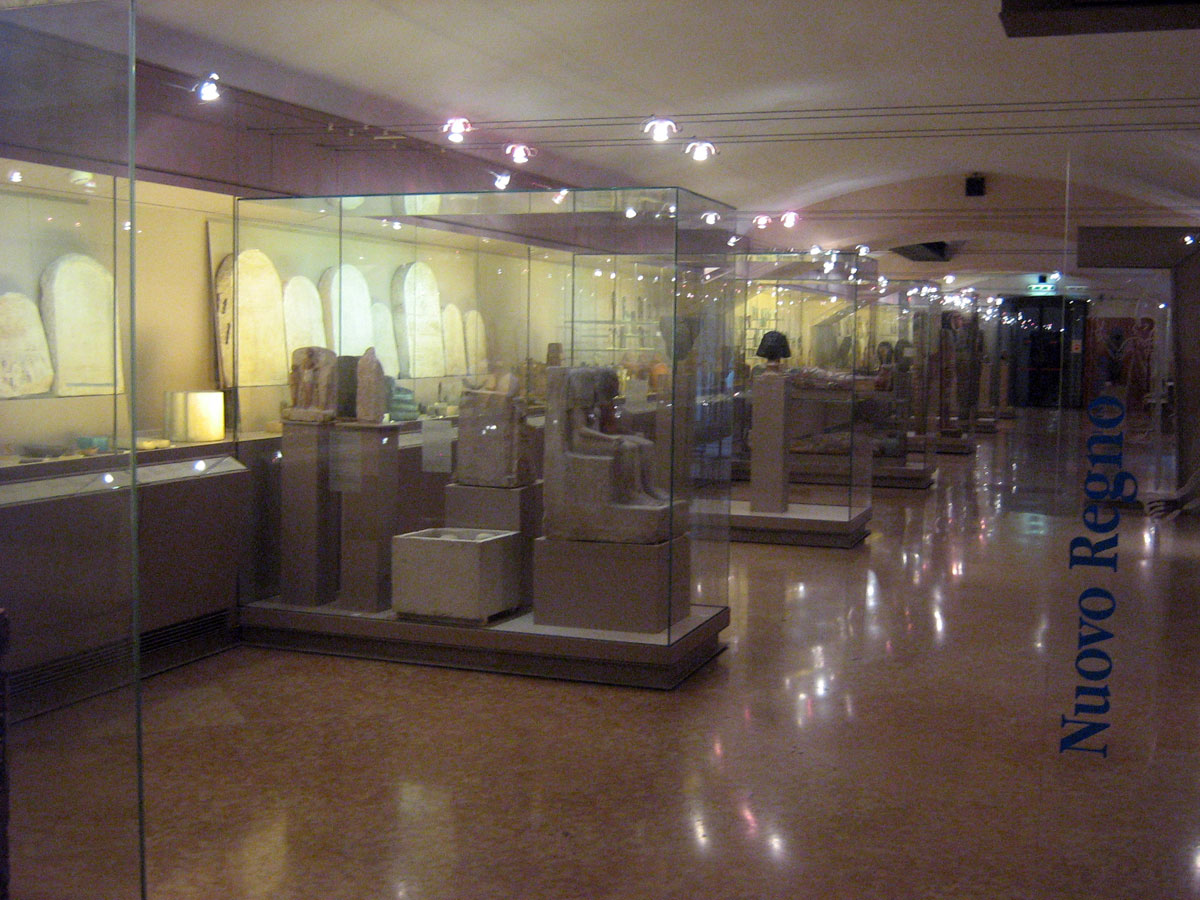
Sales egípcies
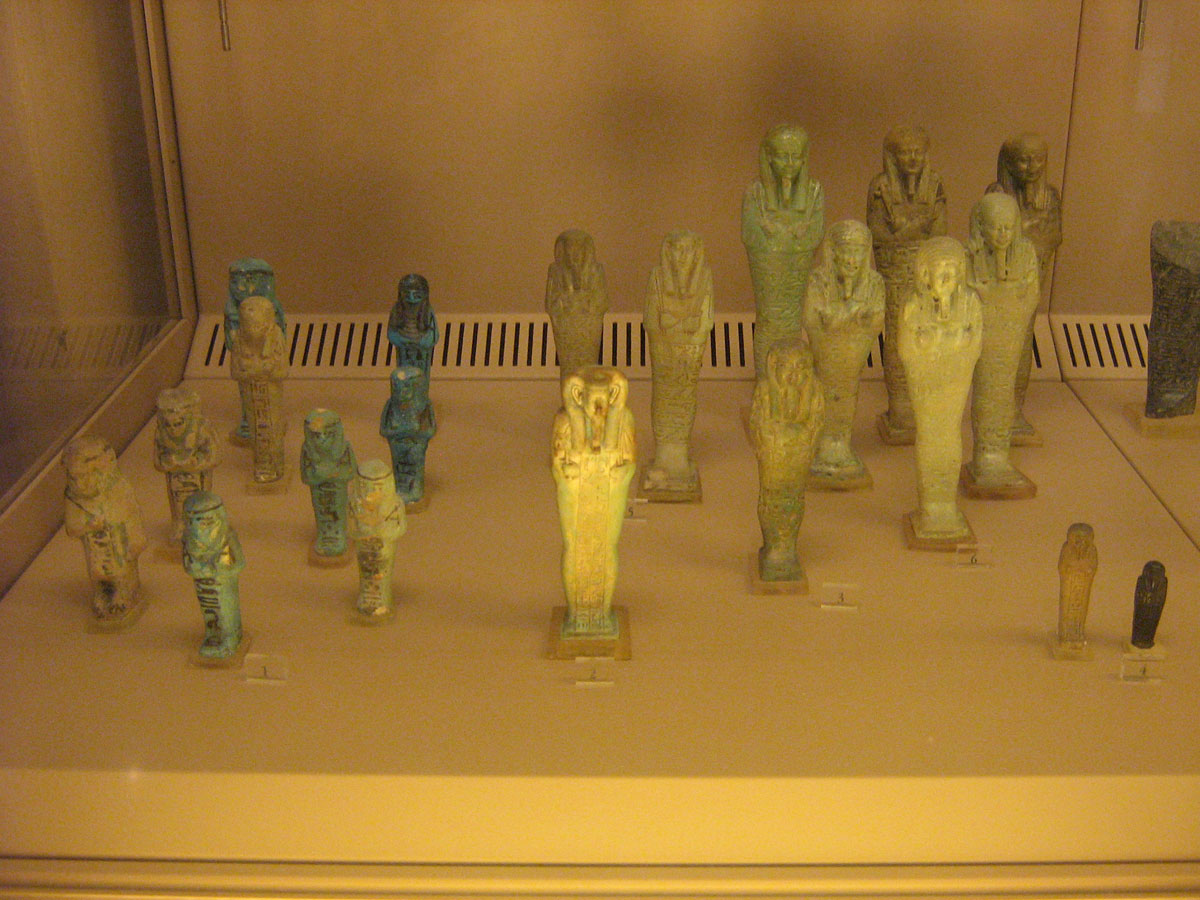
Estatuillas de l'Imperi Nou
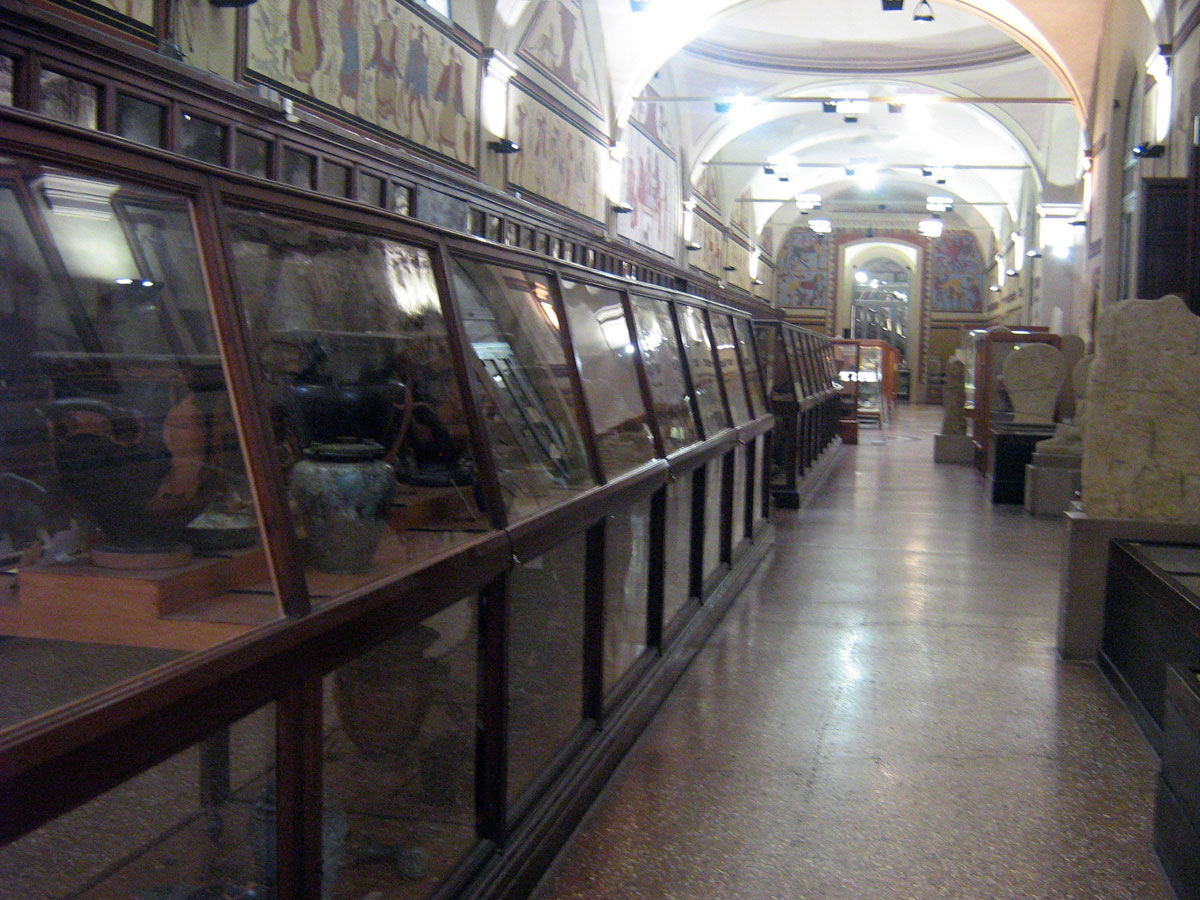
Col·lecció permanent
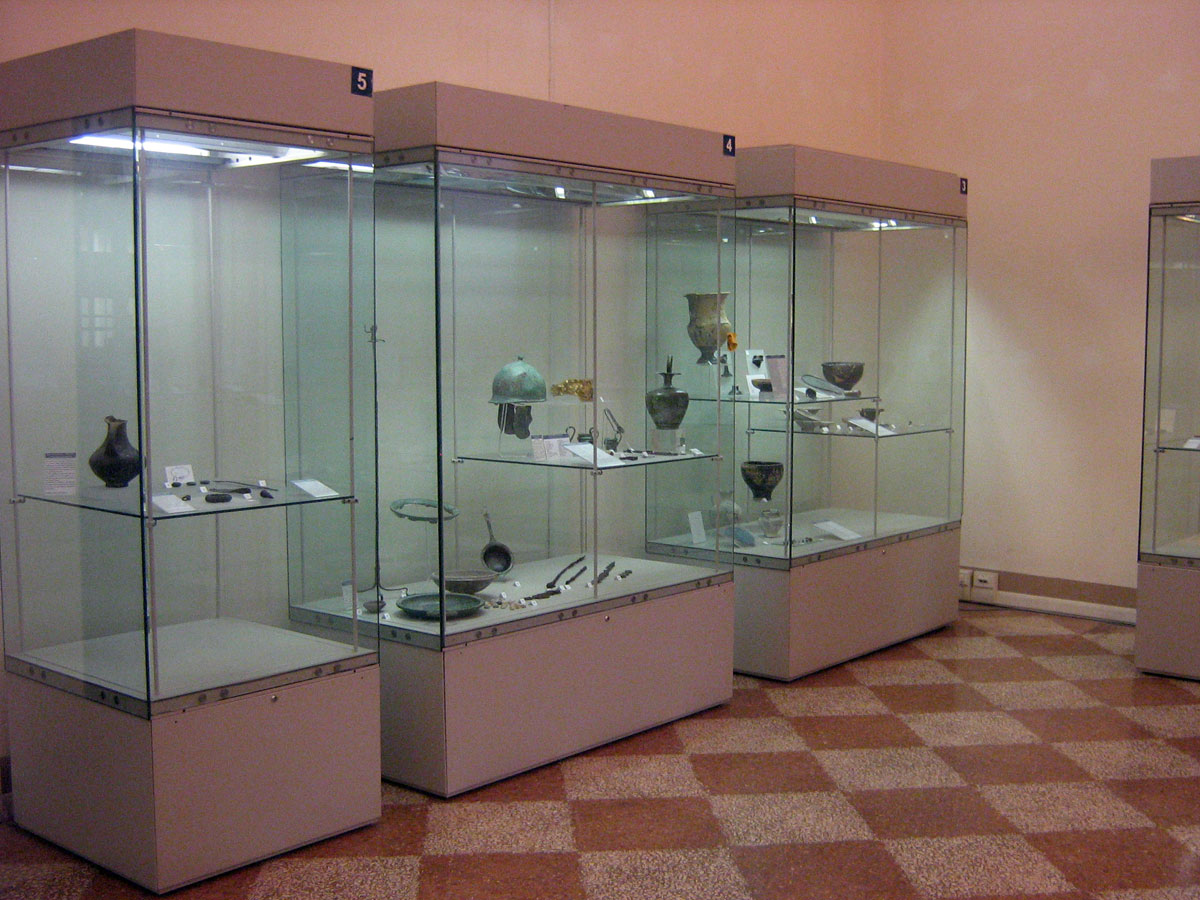
Vitrines del museu
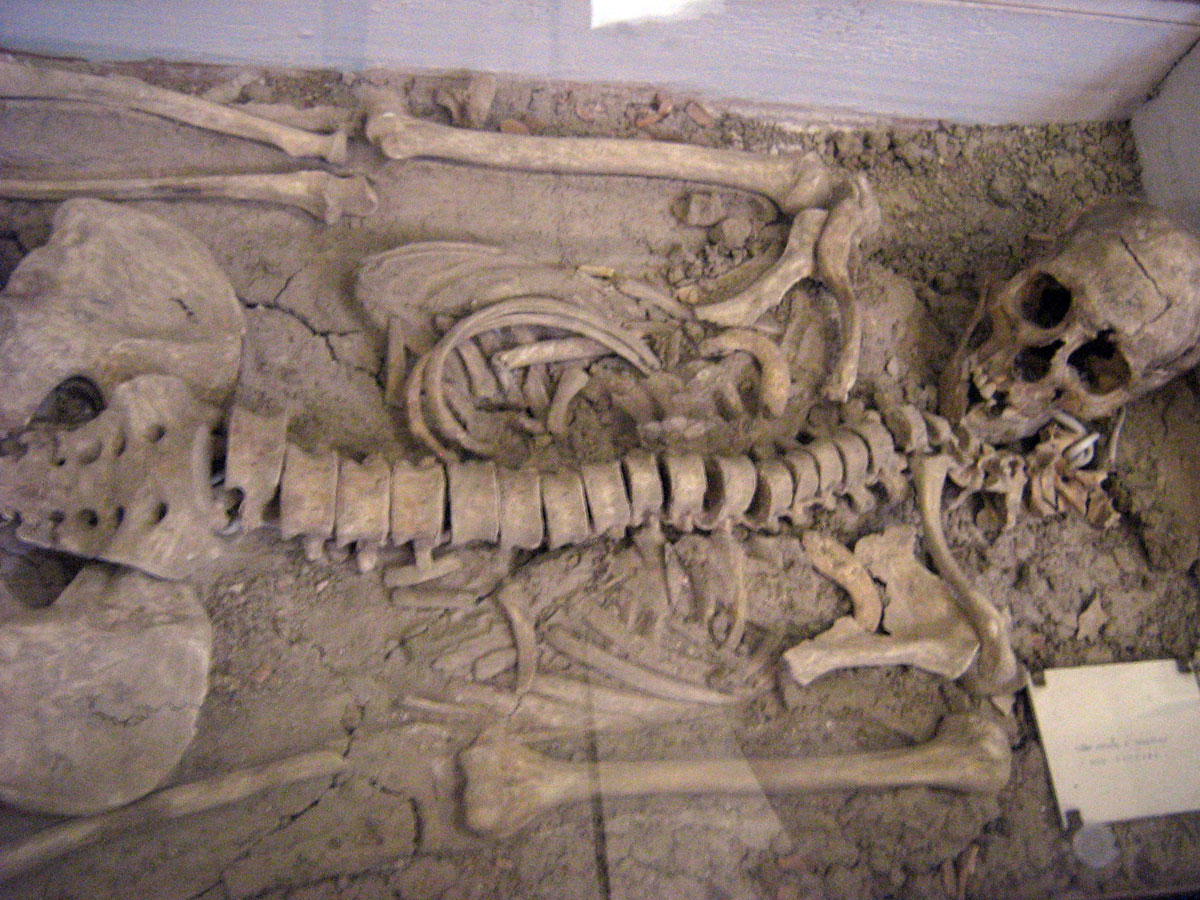
Enterrament exposat
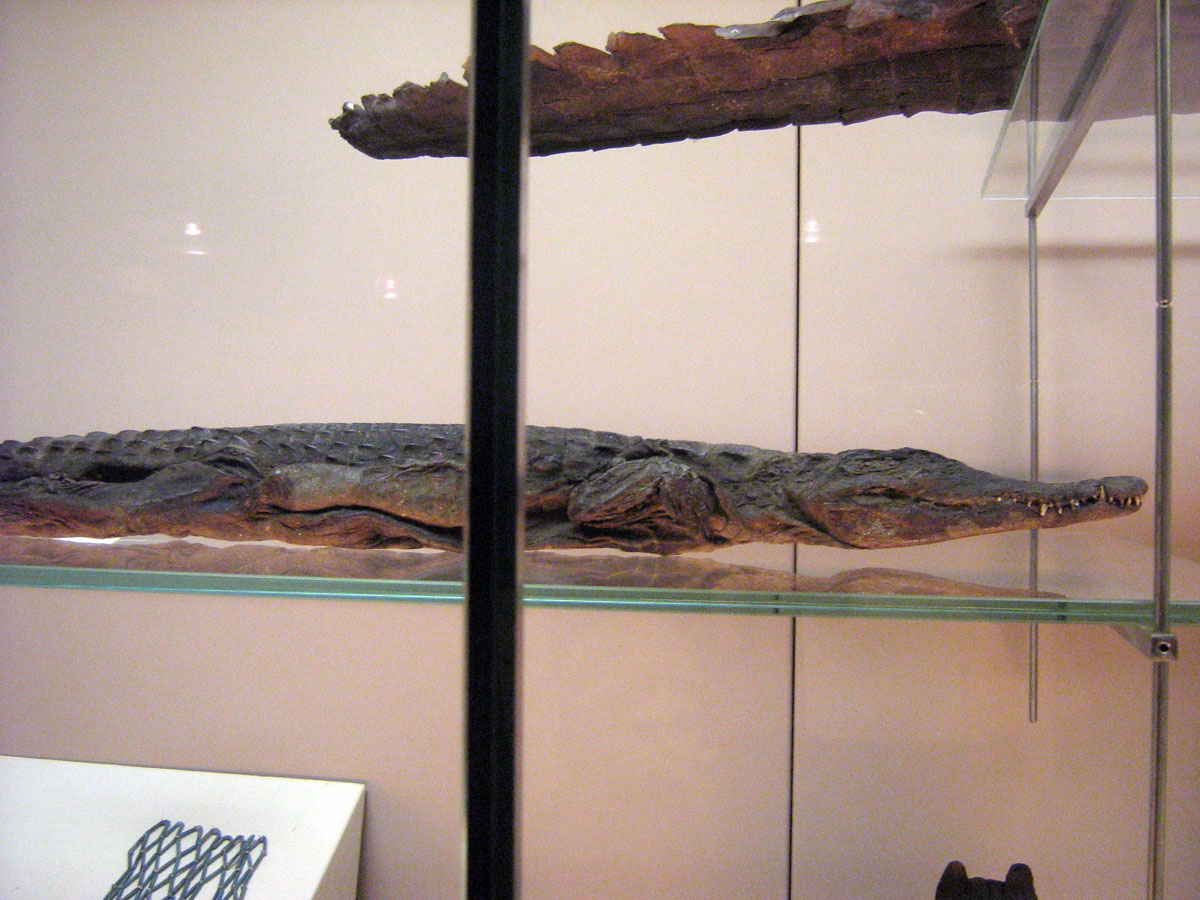
Cocodril disecado